# Чечек Станіслав
Станіслав Чечек (чеськ. Stanislav Čeček; 13 листопада 1886, Лишно, Австро-Угорщина — 29 травня 1930, Чеське Будейовіце, Чехословацька республіка) — чехословацький військовий, генерал, учасник Громадянської війни в Росії.

## Життєпис
Народився в сім'ї лісника.

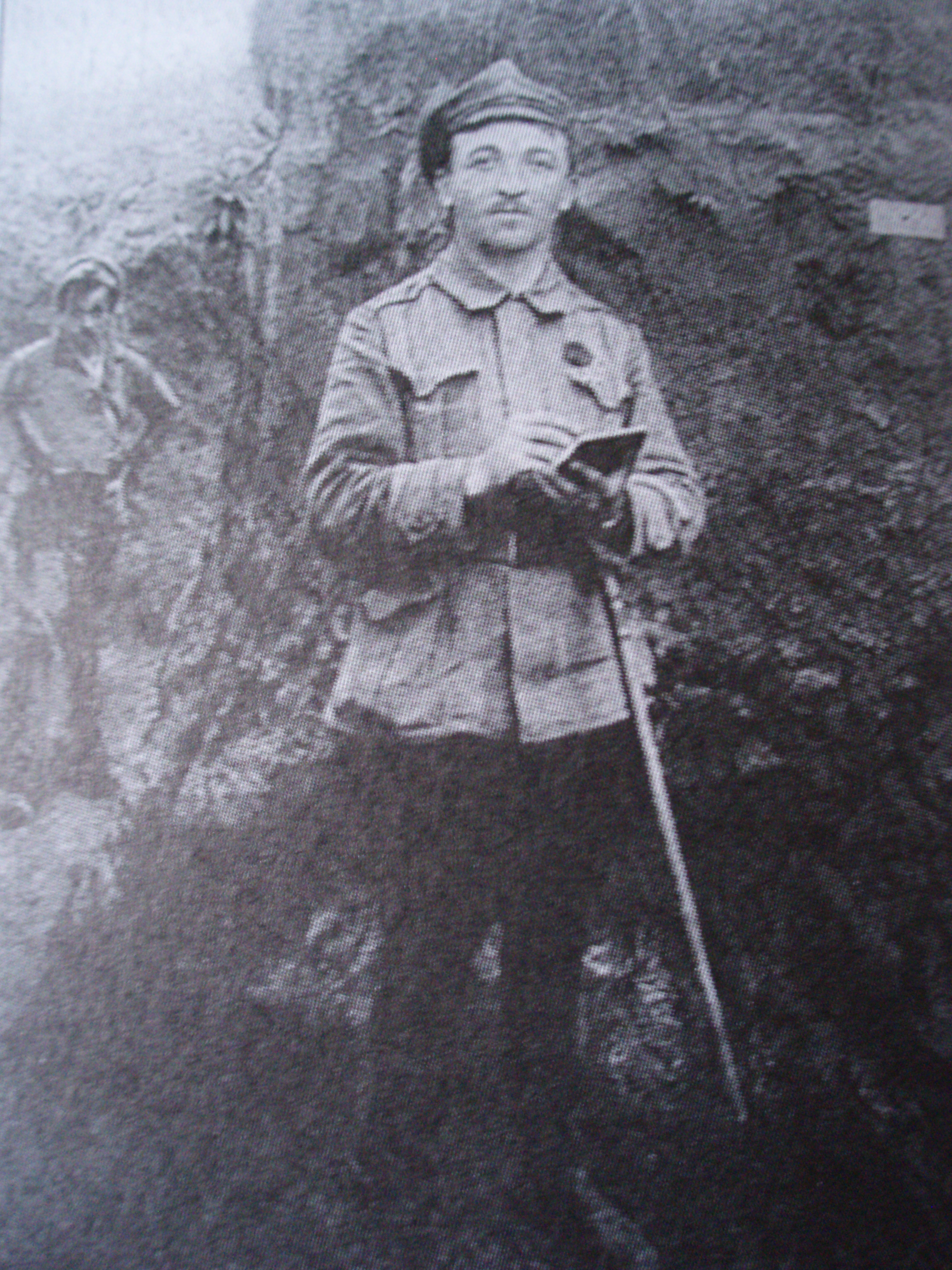

У 1904 був призваний на дійсну службу в австрійську армію, де пройшов підготовку на курсах офіцерів запасу. З 1911 працював бухгалтером у філії чеської фірми «Laurin & Klement» в Москві. З початком Першої світової війни залишився в Росії. У серпні 1914 року Вступив добровольцем до Чеської дружини російської армії, командував ротою, батальйоном.
У 1917 брав участь у формуванні Чехословацького корпусу. 6 вересня 1917 призначений командиром 4-го стрілецького полку імені Прокопа Голого.
Під час повстання Чехословацького корпусу (травень 1918 г.) прийняв командування ешелонами, зосередженими в районі Пензи, ставши командувачем однієї з найбільших груп Чехословацького корпусу з 8 тисяч осіб. Виступив проти більшовиків в Пензі 28 травня 1918, потім рушив свої сили на Сизрань. Брав участь у поваленні радянської влади в Самарі 8 червня 1918 г. При його активній допомозі була взята Уфа. Організатор успішного просування антибільшовицьких військ на Симбірськ. 17 липня 1918 був призначений Головнокомандувачем усіма військами Народної армії і мобілізованими частинами Оренбурзького і Уральського козацьких військ. З середини липня 1918 — командувач Поволзьким фронтом Народної армії КОМУЧа.
У жовтні 1918 відбув у Владивосток. Командував групою військ Чехословаччини в Сибіру (січень 1919 — вересень 1920). У складі Чехословацького корпусу в вересні 1920 евакуйований з Владивостока до Чехословацької республіки.
Після повернення на батьківщину, був призначений заступником начальника Генерального штабу Чехословацьких збройних сил. З 1921 по 1923 рік навчався у Французькій військової академії і на курсах військових льотчиків у Парижі.
У жовтні 1924 був призначений начальником військової канцелярії Республіки і підвищений у званні до дивізійного генерала. З 1926 року очолював відділ авіації міністерства національної оборони. У 1928 призначений на посаду командира 5-ї піхотної дивізії в Чеське Будейовіце.